# Mihai Boțilă
Mihai Boțilă (ur. 14 stycznia 1952 w Grozești) – rumuński zapaśnik walczący w stylu klasycznym. Dwukrotny olimpijczyk. Zajął czwarte miejsce w Moskwie 1980 i piąte w Montrealu 1976. Startował w kategorii 57 kg.
Czwarty na mistrzostwach świata w 1978. Ma w swoim dorobku również trzy medale mistrzostw Europy, w tym srebrny w 1976 i 1978 a brązowy w 1977 roku.
- Turniej w Montrealu 1976

Pokonał Józefa Lipienia, An Han-yeonga z Korei Południowej, Josefa Krystę z Czechosłowacji, a przegrał z Fargatem Mustafinem z ZSRR i Perttim Ukkolą z Finlandii.
- Turniej w Moskwie 1980

Pokonał Mohameda Nakdali z Syrii, Perttiego Ukkolę z Finlandii, Antonino Caltabiano z Włoch i Józefa Lipienia, a przegrał z Szamilem Serikowem z ZSRR.